# Challenger de Forli III 2021
El torneo Città di Forlì III 2021 fue un torneo de tenis perteneció al ATP Challenger Tour 2021 en la categoría Challenger 80. Se trató de la 2ª edición; el torneo tuvo lugar en la ciudad de Forli (Italia), desde el 6 hasta el 11 de diciembre de 2021 sobre pista dura bajo techo.

## Jugadores participantes del cuadro de individuales
| Favorito | País                            | Jugador          | Rank1 | Posición en el torneo |
| -------- | ------------------------------- | ---------------- | ----- | --------------------- |
| 1        | Bandera de Estados Unidos       | Maxime Cressy    | 122   | Cuartos de final      |
| 2        | Bandera de Italia               | Federico Gaio    | 153   | Primera ronda         |
| 3        | Bandera de Italia               | Salvatore Caruso | 157   | Primera ronda         |
| 4        | Bandera de Bélgica              | Zizou Bergs      | 185   | Primera ronda         |
| 5        | Bandera de Bosnia y Herzegovina | Mirza Bašić      | 231   | Cuartos de final      |
| 6        | Bandera de Ucrania              | Vitaliy Sachko   | 260   | Semifinales, retiro   |
| 7        | Bandera de Italia               | Andrea Vavassori | 262   | Primera ronda         |
| 8        | Bandera de Italia               | Andrea Arnaboldi | 266   | FINAL                 |

- 1 Se ha tomado en cuenta el ranking del 29 de noviembre de 2021.

### Otros participantes
Los siguientes jugadores recibieron una invitación (wild card), por lo tanto ingresan directamente al cuadro principal (WC):
- Matteo Gigante
- Luca Nardi
- Lukáš Rosol

Los siguientes jugadores ingresan al cuadro principal tras disputar el cuadro clasificatorio (Q):
- Daniele Capecchi
- Savriyan Danilov
- Luca Potenza
- Keegan Smith

## Campeones

### Individual Masculino
- Pavel Kotov derrotó en la final a  Andrea Arnaboldi, 6–4, 6–3

### Dobles Masculino
- Alexander Erler /  Lucas Miedler derrotaron en la final a  Marco Bortolotti /  Sergio Martos Gornés, 6–4, 6–2